# اسلوونسکویه
اسلوونسکویه (به لاتین: Slovenskoye) یک منطقهٔ مسکونی در روسیه است که در استان آرخانگلسک واقع شده‌است.